# Адиев, Магомед Мусаевич
Магоме́д Муса́евич Ади́ев (род. 30 июня 1977, Грозный) — российский футболист, выступавший на позиции нападающего, тренер.

## Клубная карьера
Уроженец Грозного Адиев начал карьеру в 16 лет в команде «Ингушетия» Назрань. Затем выступал за «Анжи». В 1999 году дебютировал в высшей лиге в составе ЦСКА 3 апреля в матче 1-го тура против «Крыльев Советов». По ходу сезона перешёл в саратовский «Сокол».
В 2000 году выступал за дубль московского «Спартака», после чего перешёл в «Анжи». Затем снова вернулся в Саратов и два сезона выступал за «Сокол». В 2004 году оказался в «Тереке». Сезоны 2004/05 и 2005/06 провёл в чемпионате Украины, выступая за «Кривбасс». В 2006—2008 годах играл за «Терек», с которым в 2007 году во второй раз вышел в Премьер-лигу.
После завершения сезона-2008 перешёл в клуб «Нижний Новгород», где провёл один сезон, после чего завершил карьеру игрока.

## Карьера в сборной
В 1999 году провёл четыре игры за олимпийскую сборную России, забив два гола.

## Тренерская карьера
Начал тренерскую карьеру, тренируя нападающих клуба «Нижний Новгород». В январе 2011 года возглавил молодёжный состав нижегородской «Волги». 13 июня 2017 года назначен главным тренером клуба «Легион Динамо».
4 июня 2018 года назначен главным тренером «Анжи». 31 марта 2019 года после разгромного поражения от «Краснодара» подал в отставку с поста главного тренера, однако руководство клуба её не приняло. По окончании сезона покинул клуб.
16 апреля 2021 года был официально назначен на должность главного тренера карагандинского клуба «Шахтёр», выступающего в казахстанской премьер-лиге.
27 апреля 2022 года был назначен главным тренером сборной Казахстана. 5 апреля 2024 года возглавил «Ахмат», тем самым начав совмещать работу в клубе и в сборной Казахстана. По итогам сезона 2023/24 команда заняла 10-е место в турнирной таблице и тем самым была выполнена задача сохранения места в РПЛ, поставленная руководством «Ахмата». 31 мая 2024 года Адиев объявил об уходе из сборной Казахстана по семейным причинам. 1 сентября 2024 года «Ахмат» и Адиев договорились о расторжении контракта. До отставки команда занимала предпоследнее место в таблице РПЛ, а серия без побед во всех турнирах длилась больше месяца.
16 апреля 2025 года был назначен исполняющим обязанности главного тренера подмосковных «Химок». 4 июня 2025 года покинул клуб.
5 июня 2025 года возглавил «Крылья Советов», сменив Игоря Осинькина. Контракт был подписан сроком на один год с возможностью последующего продления по соглашению сторон.

## Достижения
- Обладатель Кубка России: 2003/04
- Победитель первого дивизиона первенства России (2): 2004, 2007

## Тренерская статистика
| Команда            | Начало работы  | Завершение работы | Показатели | Показатели | Показатели | Показатели | Показатели | Показатели | Показатели | Показатели |
| Команда            | Начало работы  | Завершение работы | М          | В          | Н          | П          | МЗ         | МП         | РМ         | % побед    |
| ------------------ | -------------- | ----------------- | ---------- | ---------- | ---------- | ---------- | ---------- | ---------- | ---------- | ---------- |
| Терек-2            | 7 июня 2013    | 31 мая 2017       | 90         | 20         | 30         | 40         | 84         | 117        | −33        | 022,22     |
| Легион Динамо      | 13 июня 2017   | 29 декабря 2017   | 19         | 8          | 4          | 7          | 18         | 17         | +1         | 042,11     |
| Анжи               | 4 июня 2018    | 26 мая 2019       | 32         | 6          | 6          | 20         | 15         | 52         | −37        | 018,75     |
| Чайка              | 14 ноября 2019 | 5 февраля 2021    | 31         | 10         | 11         | 10         | 33         | 39         | −6         | 032,26     |
| Шахтёр (Караганда) | 16 апреля 2021 | 26 апреля 2022    | 38         | 17         | 9          | 12         | 70         | 47         | +23        | 044,74     |
| Казахстан          | 27 апреля 2022 | 31 мая 2024       | 21         | 11         | 1          | 9          | 28         | 29         | −1         | 052,38     |
| Ахмат              | 5 апреля 2024  | 31 августа 2024   | 19         | 6          | 5          | 8          | 21         | 31         | −10        | 031,58     |
| Химки              | 16 апреля 2025 | 4 июня 2025       | 6          | 1          | 3          | 2          | 7          | 12         | −5         | 016,67     |
| Крылья Советов     | 5 июня 2025    | н. в.             | 3          | 2          | 1          | 0          | 5          | 2          | +3         | 066,67     |
| Итого              | Итого          | Итого             | 259        | 81         | 70         | 108        | 281        | 346        | −65        | 031,27     |